# Body Double (DC Comics)
Le Body Double sono una coppia di personaggi dei fumetti DC Comics, creati da Dan Abnett e Andy Lanning (testi) e Jackson Guice (disegni) su Resurrection Man n. 1 nel marzo 1996.
Sono poi apparse in una miniserie omonima a loro dedicata, tra ottobre 1999 e gennaio 2000, disegnata da Joe Phillips.

## Storia
Bonny Hoffman e Carmen Leno sono assassine che lavorano per la Requiem, Inc., un'agenzia che ingaggia killer. Bonny, figlia di un signore del crimine, vuole dimostrare a suo padre il suo valore, mentre Carmen, ex attrice di film per adulti, spera di diventare un'attrice non pornografica. Le due donne si sono incontrate e sono diventate due assassine, usando molte armi ad alta tecnologia, spesso mascherate da accessori da trucco.
Nick, zio di Bonny, le ingaggia per il loro primo lavoro, che le porta a scontrarsi con Resurrection Man.  Le due in seguito lavorano per una guerriera aliena di nome Mystress, che vuole usare le energie di supereroine per ringiovanire il suo aspetto, e per la quale le Body Double rapiscono Argent, Power Girl e Deep Blue. Le due inoltre cercano di uccidere Catwoman durante la sua campagna a sindaco di New York, ma vengono sconfitte.
Continuano a lavorare per lo zio Nick, uccidendo alcune persone, e si uniscono alla Società segreta dei supercriminali e alla Lega dell'ingiustizia.
Le Body Doubles riappariranno nella nuova serie di Resurrection Man.